# Lariscus obscurus
Lariscus obscurus — вид гризунів родини Sciuridae. Вона є ендеміком Індонезії, а її природним середовищем існування є субтропічні або тропічні сухі ліси.

## Спосіб життя
Інформація про спосіб життя обмежена. Веде денний спосіб життя, пік активності припадає на ранок та пізній вечір, і живе переважно на землі. Зустрічається в первинних лісах і, особливо, у вторинних насадженнях і заростях, а також на лісових узліссях. Харчується переважно опалими фруктами та насінням, а також комахами та іншими дрібними тваринами. Раціон складається приблизно з 80% рослинної та 20% тваринної їжі. L. obscurus будує гнізда в дуплах дерев і на повалених деревах.

## Характеристики
L. obscurus досягає довжини голови й тулуба приблизно від 18,7 до 20,2 сантиметрів і важить приблизно 240 грамів. Хвіст має довжину від 8,6 до 9 сантиметрів, що робить його значно коротшим за решту тіла. Забарвлення спини тварин темно-коричневе, лише з нечіткими смугами на спині. Черево також темно-коричневе без піщаного відтінку, може мати світлішу ділянку в центрі. Для виду типова відносно довга морда.